# Antonio Signorini

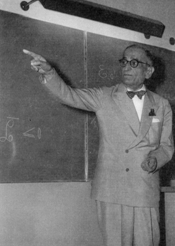
Antonio Signorini

Antonio Signorini (* 2. April 1888 in Arezzo; † 23. Februar 1963 in Rom) war ein italienischer Mathematiker und Ingenieurwissenschaftler, der sich mit Kontinuumsmechanik (Elastizitätstheorie) befasste.

## Leben
Signorini studierte an der Scuola Normale Superiore in Pisa mit dem Abschluss in Mathematik 1909. Er war ab 1916 Professor für rationale Mechanik an der Universität Palermo und ab 1923 Professor für rationale Mechanik und dann für mathematische Physik an der Universität Neapel und 1938 bis 1958 Professor in Rom.
Er befasste sich mathematisch mit Elastizitätstheorie und mit Thermoelastizität. Sein Schüler Gaetano Fichera (1963) benannte das Signorini-Problem nach ihm: man finde die elastische Gleichgewichtsfigur eines inhomogenen, anisotropen elastischen Körpers auf einer starren Oberfläche (ohne Reibung), auf den nur Schwerekräfte aus dem Eigengewicht wirken. Signorini formulierte das Problem 1959 als Problem mit mehrdeutigen Randbedingungen. Fichera bewies Existenz und Eindeutigkeit der Lösung und konnte seine Ergebnisse Signorini noch vor dessen Tod 1963 präsentieren.
1920 erhielt er den Mathematik-Preis der Accademia dei XL. Er war Mitglied der Accademia dei Lincei.

## Schriften
- Opere scelte, Florenz: Edizioni Cremonese 1991 (Einführung und Kommentar Giuseppe Grioli)